# Cassano d'Adda
Cassano d'Adda é uma comuna italiana da região da Lombardia, província de Milão, com cerca de 16.671 habitantes. Estende-se por uma área de 18 km², tendo uma densidade populacional de 926 hab/km². Faz fronteira com Vaprio d'Adda, Pozzo d'Adda, Treviglio (BG), Inzago, Fara Gera d'Adda (BG), Pozzuolo Martesana, Casirate d'Adda (BG), Truccazzano, Rivolta d'Adda (CR).

## Demografia
| Variação demográfica do município entre 1861 e 2011                               |
|                                                                                   |
| Fonte: Istituto Nazionale di Statistica (ISTAT) - Elaboração gráfica da Wikipedia |